# Parque Nacional Grande Sertão Veredas
O Parque Nacional Grande Sertão Veredas é uma unidade de conservação brasileira criada em 1989 e localizada na divisa dos estados de Minas Gerais e Bahia, com sua sede no município de Chapada Gaúcha. Possui uma área de mais de 230 mil hectares, e um perímetro de 282.341,956 metros. É administrado pelo Instituto Chico Mendes de Conservação da Biodiversidade (ICMBio).
O nome do parque é uma homenagem a João Guimarães Rosa, cuja obra-prima foi Grande Sertão: Veredas, onde destaca a luta dos sertanejos.

## Aspectos físicos e biológicos
O parque preserva parte do planalto chamado Chapadão Central, que divide as bacias dos rios São Francisco e Tocantins.
A vegetação é dominada pelo cerrado, fazendo do parque o maior do país com essa predominância. Há mata de galeria nas margens dos rios, onde podem ser encontrados muitos buritis. São comuns o pacari e o ipê-amarelo.
Entre as aves, destaca-se a presença de emas. Notam-se também a presença do tamanduá-bandeira, lobo-guará e do veado-campeiro.

## Usos conflitantes
A caça, presença de carvoarias e os desmatamentos constantes caracterizam os principais problemas do parque.